# Avonlea (Saskatchewan)
Pour les articles homonymes, voir Avonlea.
Avonlea est une communauté située dans la province de Saskatchewan, dans le centre-sud.